# Mai 2022
Portal Geschichte | Portal Biografien | Aktuelle Ereignisse | Jahreskalender | Tagesartikel

◄ |
20. Jahrhundert |
21. Jahrhundert

◄ |
1990er |
2000er |
2010er |
2020er
| 2030er | 2040er

◄ |
2018 |
2019 |
2020 |
2021 |
2022
| 2023 | 2024 | 2025 | 2026 | ►

◄ |
Februar 2022 |
März 2022 |
April 2022 |
Mai 2022 |
Juni 2022 |
Juli 2022 |
August 2022 |
►
Dieser Artikel behandelt tagesbezogene Nachrichten und Ereignisse im Mai 2022.

## Tagesgeschehen

### Montag, 2. Mai 2022
- Sheffield/Vereinigtes Königreich: Mit dem Abschluss der Snooker-WM endet die World Snooker Tour.

### Dienstag, 3. Mai 2022
- München/Deutschland: CSU-Generalsekretär Stephan Mayer tritt zurück.

### Mittwoch, 4. Mai 2022
- Deutschland: Nationaler Erdüberlastungstag.[1]

### Donnerstag, 5. Mai 2022
- Nordirland: Wahl zur Nordirland-Versammlung
- Wilhelmshaven/Deutschland: Baubeginn des LNG-Terminals.[2]
- München/Deutschland: Das Landgericht München erklärt die Bilanzen von Wirecard aus den Jahren 2017 und 2018 nachträglich für nichtig.[3]
- Jerusalem/Israel: Das Oberste Gericht erlaubt die Ausweisung von rund 1000 palästinensischen Bewohnern mehrerer Dörfer des Gebiets Masafer Yatta. Es ist zugleich Übungsgelände Firing Zone 918 der IDF. Setzen die IDF diese um, wäre es eine der größten Vertreibungsaktionen, seit Israel 1967 das Westjordanland besetzt hat.[4][5]

### Freitag, 6. Mai 2022
- Berlin/Deutschland: Die viermonatige Eintragungsfrist für das Volksbegehren über die Erprobung eines bedingungslosen Grundeinkommens im Land Berlin beginnt.[6]

### Samstag, 7. Mai 2022
- Kabul/Afghanistan: Taliban-Anführer Hibatullah Achundsada verkündet die Einführung der Pflicht für Frauen, in der Öffentlichkeit eine Burka zu tragen.[7]
- Colombo/Sri Lanka: Präsident Gotabaya Rajapaksa verhängt erneut den Ausnahmezustand über das Land.[8]
- Stuttgart/Deutschland: Der Menschenrechtsorganisation Memorial International wird der Theodor-Heuss-Preis der Theodor-Heuss-Stiftung zuerkannt. Theodor-Heuss-Medaillen erhalten die syrische Nachrichtenplattform Al-Jumhuriya, die Betreiber des deutschen Blogs NSU-Watch, die Organisatoren des Frankfurt-Słubice-PRIDE und die russische Journalistin Olga Romanowa von Russland hinter Gittern.[9]
- Vogtei/Deutschland: Aus der Lindengruppe, welche als Mallinden bezeichnet werden, erhält der umfangsstärkste Baum vom Kuratorium Nationalerbe-Baum der Deutschen Dendrologischen Gesellschaft (DDG) die Auszeichnung zum Nationalerbe-Baum.[10]

### Sonntag, 8. Mai 2022
- Schleswig-Holstein/Deutschland: Bei der Landtagswahl verfehlt die CDU von Ministerpräsident Daniel Günther die absolute Mehrheit nur um ein Mandat.
- Costa Rica: Rodrigo Chaves Robles wird als Nachfolger von Carlos Alvarado Quesada in das Amt des Staatspräsidenten von Costa Rica eingeführt.
- Südossetien: Bei der Präsidentschaftswahl setzt sich der Herausforderer Alan Gaglojew gegen den Amtsinhaber Anatoli Bibilow durch.
- Sonderverwaltungszone Hongkong/Volksrepublik China: Wahl des Regierungschefs. Einziger Kandidat für die Nachfolge der Amtsinhaberin Carrie Lam ist der ehemalige Polizeichef John Lee Ka-chiu.

### Montag, 9. Mai 2022
- Philippinen: Präsidentschafts-, Parlamentswahl.
- Universal City/Vereinigte Staaten: Finale des American Song Contest
- Vereinigte Staaten: Die Zeitung The Washington Post gewinnt für ihre Berichterstattung über den Angriff auf das US-Kapitol den Pulitzer-Preis 2022 in der Hauptkategorie Dienst an der Öffentlichkeit.[11]
- Sri Lanka: Nach tagelangen Protesten tritt Premierminister Mahinda Rajapaksa zurück.

### Dienstag, 10. Mai 2022

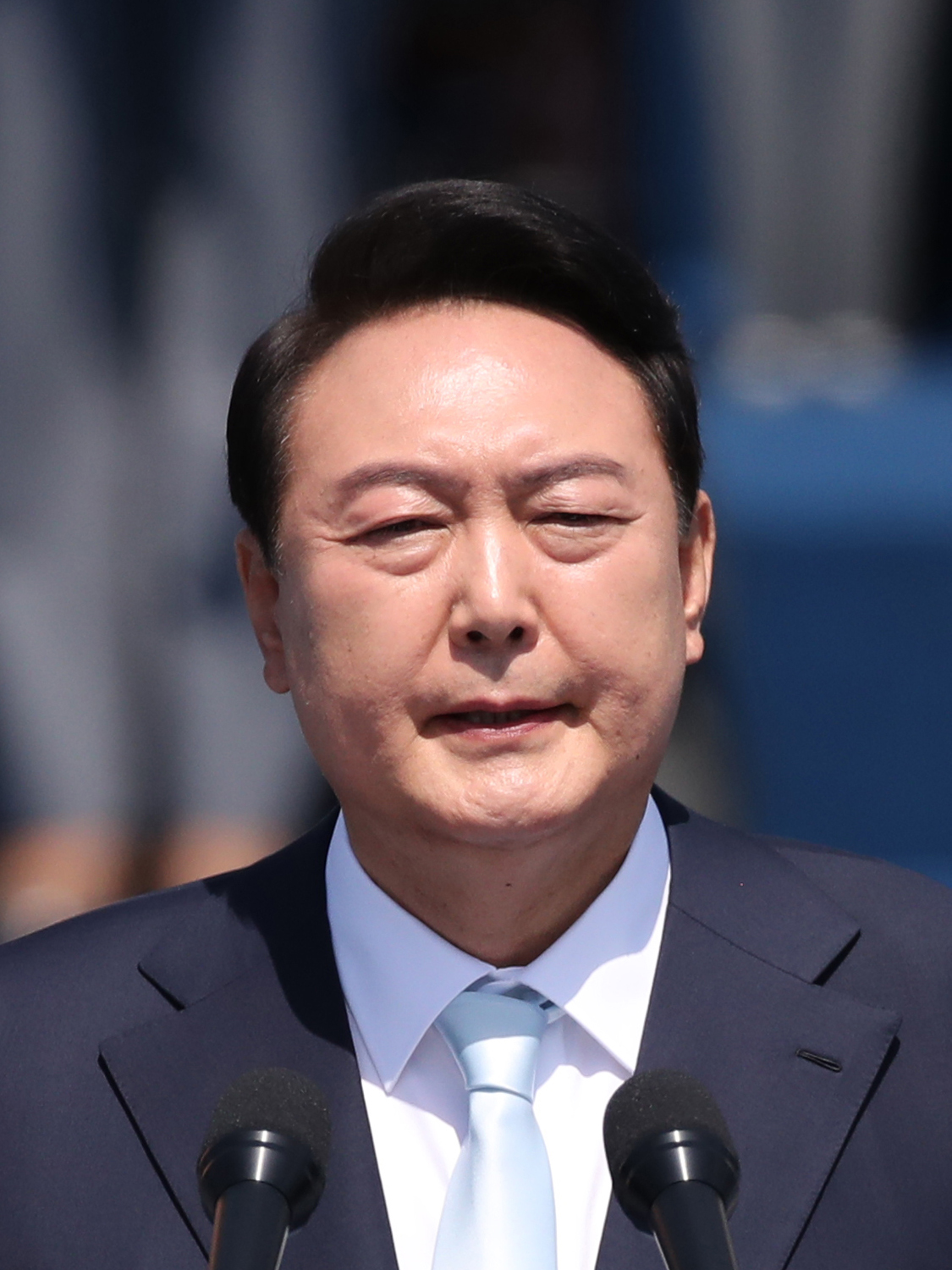
Yoon Suk-yeol

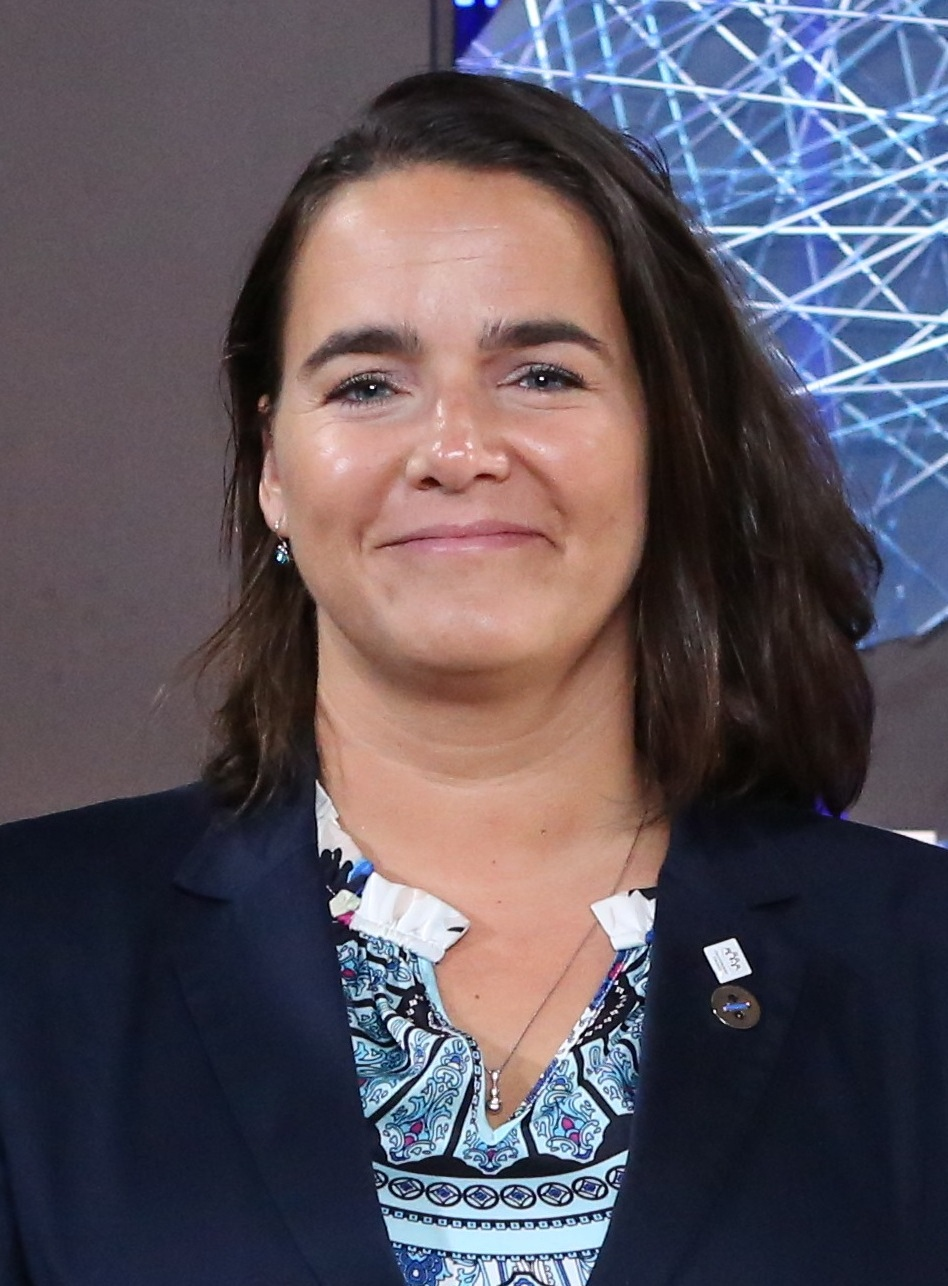
Katalin Novák

- Seoul/Südkorea: Yoon Suk-yeol wird als Staatspräsident vereidigt.[12]
- Budapest/Ungarn: Amtsantritt von Katalin Novák als Staatspräsidentin.
- Kiew/Ukraine: Außenministerin Annalena Baerbock reist als erstes Mitglied der deutschen Bundesregierung nach Beginn des russischen Angriffes auf die Ukraine in die Hauptstadt Kiew und trifft dort Präsident Wolodymyr Selenskyj. Zudem wird die deutsche Botschaft von ihr wiedereröffnet.[13]

### Mittwoch, 11. Mai 2022
- Die Europäische Kommission legt einen Gesetzesentwurf für die Einführung einer sogenannten Chatkontrolle vor.
- Abidjan/Elfenbeinküste: Auf der vom 9. bis 20. Mai stattfindenden 15. Weltbodenkonferenz (Vertragsstaatenkonferenz der Wüstenkonvention der Vereinten Nationen) wird der UN-Dürrebericht vorgestellt. Die Anzahl der Dürren ist demnach seit dem Jahr 2000 um 29 % gestiegen, im Jahr 2050 könnten mehr als drei Viertel der Weltbevölkerung von Dürren betroffen sein.[14]
- Lyman/Ukraine: Infolge des Ukrainekrieges kam es rund 25 Kilometer entfernt von Lyman bei der Überquerung des Flusses Donez mithilfe einer errichteten Pontonbrücke durch russisches Militär zu einem Raketen- und Artilleriebeschuss bei der mehrere russische Panzer, Militärfahrzeuge sowie die Pontonbrücke zerstört wurden.[15]

### Donnerstag, 12. Mai 2022
- Helsinki/Finnland: Staatspräsident Sauli Niinistö und Ministerpräsidentin Sanna Marin erklären gemeinsam, dass das Land angesichts des Kriegs in der Ukraine „ohne Verzögerung“ der NATO beitreten will.[16][17]

### Freitag, 13. Mai 2022

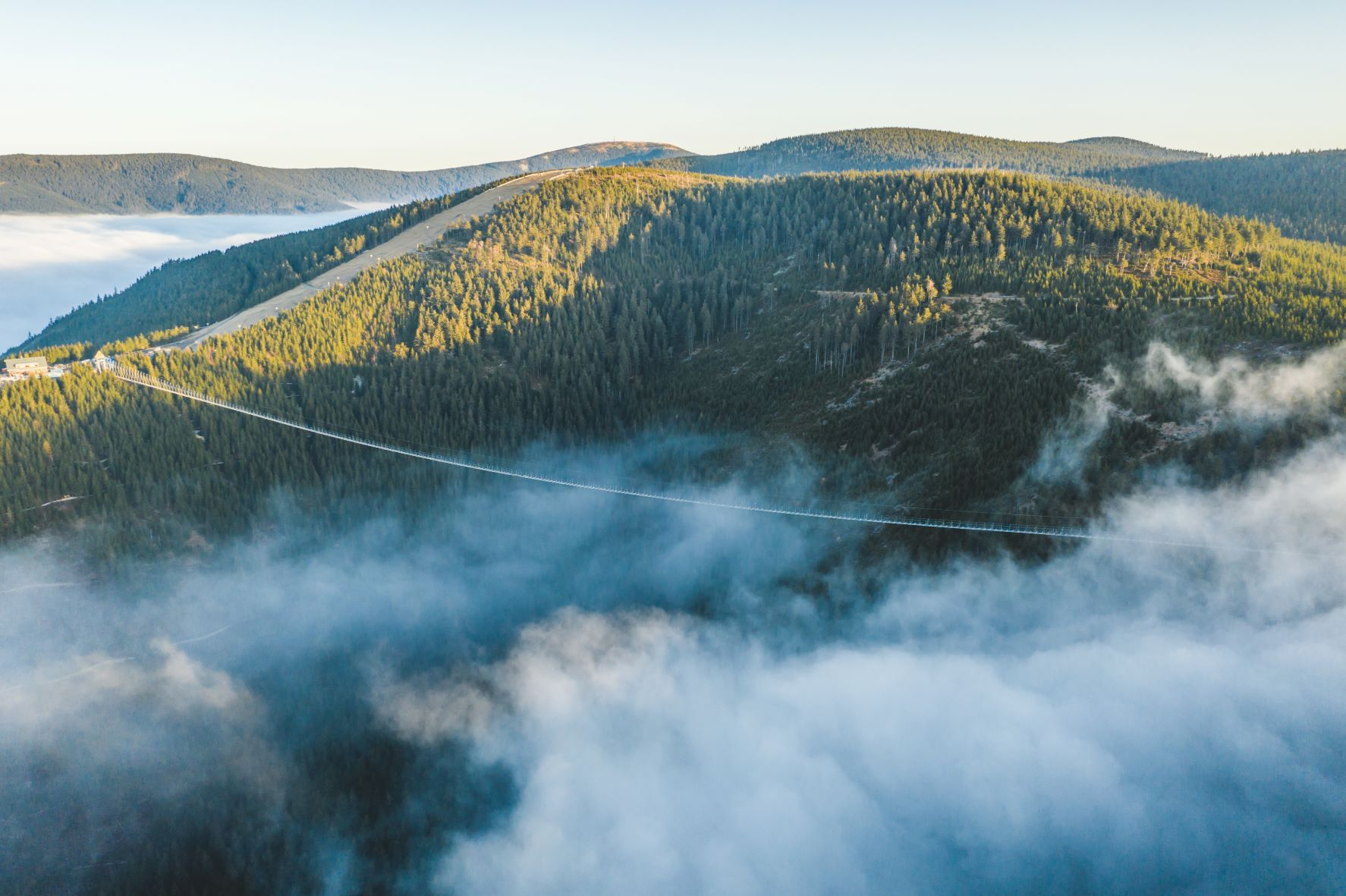
Die Sky Bridge 721

- Schweiz: Nationaler Erdüberlastungstag.
- Tampere/Finnland: Beginn der Eishockey-WM (bis 29. Mai)
- Dolní Morava/Tschechien: Die Sky Bridge 721, längste Fußgänger-Hängebrücke der Welt, wird für das Publikum eröffnet.

### Samstag, 14. Mai 2022
- Neu-Delhi/Indien: Aufgrund einer durch die Hitzewelle in Südasien 2022 verursachten unsicheren Ernährungslage im Inland stoppt Indien, der zweitgrößte Weizenproduzent der Welt, mit sofortiger Wirkung seine Weizenexporte.[18]
- Buffalo/Vereinigte Staaten: Bei einem Amoklauf in einem Supermarkt der Kette Tops in der Jefferson Avenue erschießt der 18-jährige Payton S. Gendron zehn Afroamerikaner und verletzte drei weitere Personen. In seinem Manifest bezeichnet sich der Täter als weißer Rassist und Ethnonationalist.[19]
- Turin/Italien: Das Kalush Orchestra gewinnt mit seinem Beitrag Stefania für die Ukraine den 66. Eurovision Song Contests.

### Sonntag, 15. Mai 2022

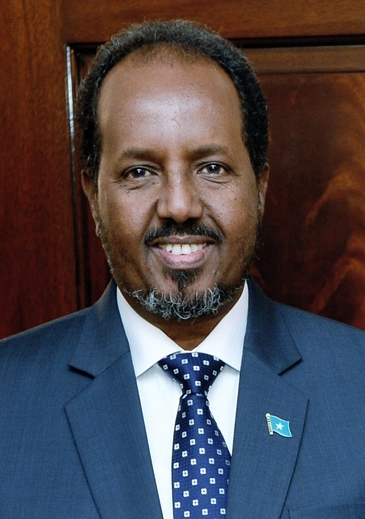
Hassan Sheikh Mohamud

- Libanon: Bei der Parlamentswahl verliert das Lager um die islamistische Hisbollah die Regierungsmehrheit.
- Nordrhein-Westfalen/Deutschland: Bei der Landtagswahl verliert  die schwarz-gelbe Regierung von Ministerpräsident Hendrik Wüst (CDU) ihre parlamentarische Mehrheit, Die Grünen unter Spitzenkandidatin Mona Neubaur können ihren Stimmenanteil nahezu verdreifachen.
- Schweiz: Volksabstimmungen und Wahlen im Kanton Graubünden
- Somalia: Hassan Sheikh Mohamud wird zum neuen Staatspräsidenten des Landes gewählt.
- Viborg/Dänemark: Die SG BBM Bietigheim gewinnt die EHF European League der Frauen.
- Miran Shah/Pakistan: Ein Selbstmordattentat an der Grenze zu Afghanistan tötet 3 Soldaten und drei Kinder.[20]

### Montag, 16. Mai 2022
- Budapest/Ungarn: Viktor Orbán wird auf seine fünfte Amtszeit als Ministerpräsident des Landes vereidigt.

### Dienstag, 17. Mai 2022
- Stockholm/Schweden: Nach dem Parlament in Finnland befürwortet auch das Parlament in Schweden den Beitritt zur NATO.[21]

### Mittwoch, 18. Mai 2022
- Sevilla/Spanien: Im Estadio Ramón Sánchez Pizjuán schlägt Eintracht Frankfurt die Glasgow Rangers im Endspiel der UEFA Europa League.
- Leipzig/Deutschland: Im Kongresszentrum auf dem Messegelände beginnt das dreitägige Jahrestreffen der 63 Mitgliedstaaten des Weltverkehrsforums. Schwerpunktthema ist die Situation in der Ukraine.[22]
- Königswinter/Deutschland: Treffen der G7-Finanzminister auf dem Petersberg (bis 20. Mai)[23]
- Genf/Schweiz: Die Weltorganisation für Meteorologie (WMO) veröffentlicht ihren Klimazustandsbericht für 2021. Rekorde gab es demnach beim Anstieg des Meeresspiegels, dem Wärmeinhalt der Ozeane, der Versauerung der Meere und der Konzentration der Treibhausgase in der Atmosphäre. Die globale Durchschnittstemperatur lag 2021 etwa 1,1 Grad Celsius über dem vorindustriellen Niveau und die vergangenen sieben Jahre waren die wärmsten seit Messbeginn.[24][25]

### Donnerstag, 19. Mai 2022

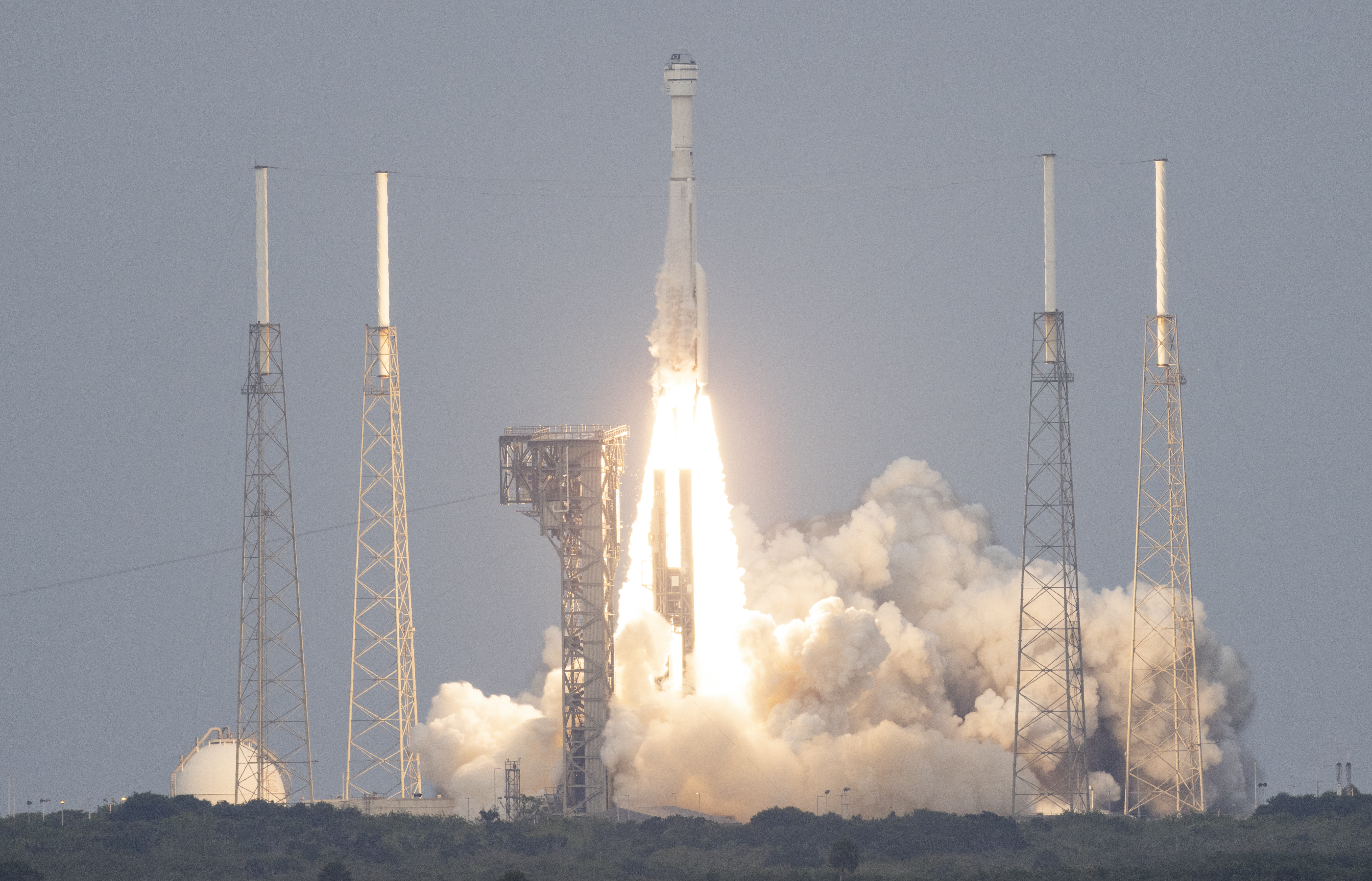
Start des CST-100 Starliner

- Cape Canaveral/Vereinigte Staaten: Der Orbital Flight Test-2 des neuen US-amerikanischen Raumschiffs CST-100 Starliner startet erfolgreich ins All.
- Sri Lanka: Nach einer Wirtschaftskrise rutschte das Land erstmals in die Zahlungsunfähigkeit.[26]

### Freitag, 20. Mai 2022
- Dili/Osttimor: José Ramos-Horta tritt seine zweite Amtszeit als Präsident Osttimors an. Das Land feiert an dem Tag seinen 20. Tag der Unabhängigkeit.
- München/Deutschland: DLD Munich 22 Conference (bis 22. Mai)

### Samstag, 21. Mai 2022
- Berlin/Deutschland: Im Endspiel des DFB-Pokals schlägt RB Leipzig den SC Freiburg nach Elfmeterschießen.
- Deutschland: Am Finaltag der Amateure werden die restlichen Vertreter der Landesverbände am DFB-Pokal 2022/23 ermittelt.
- Australien: Die oppositionelle Labor Party gewinnt die Parlamentswahl.
- Turin/Italien: Im Endspiel der UEFA Champions League der Frauen im Juventus Stadium schlägt Olympique Lyon den FC Barcelona mit 3:1.
- Gülitz-Reetz/Deutschland: Die umfangsstärkste Ulme Europas, eine Flatterulme, wird vom Kuratorium Nationalerbe-Baum der DDG zum Nationalerbe-Baum ausgezeichnet.[27]

### Sonntag, 22. Mai 2022
- Schweiz: Letzter Spieltag der Super League
- Paris/Frankreich: Beginn der French Open (bis 5. Juni)

### Montag, 23. Mai 2022

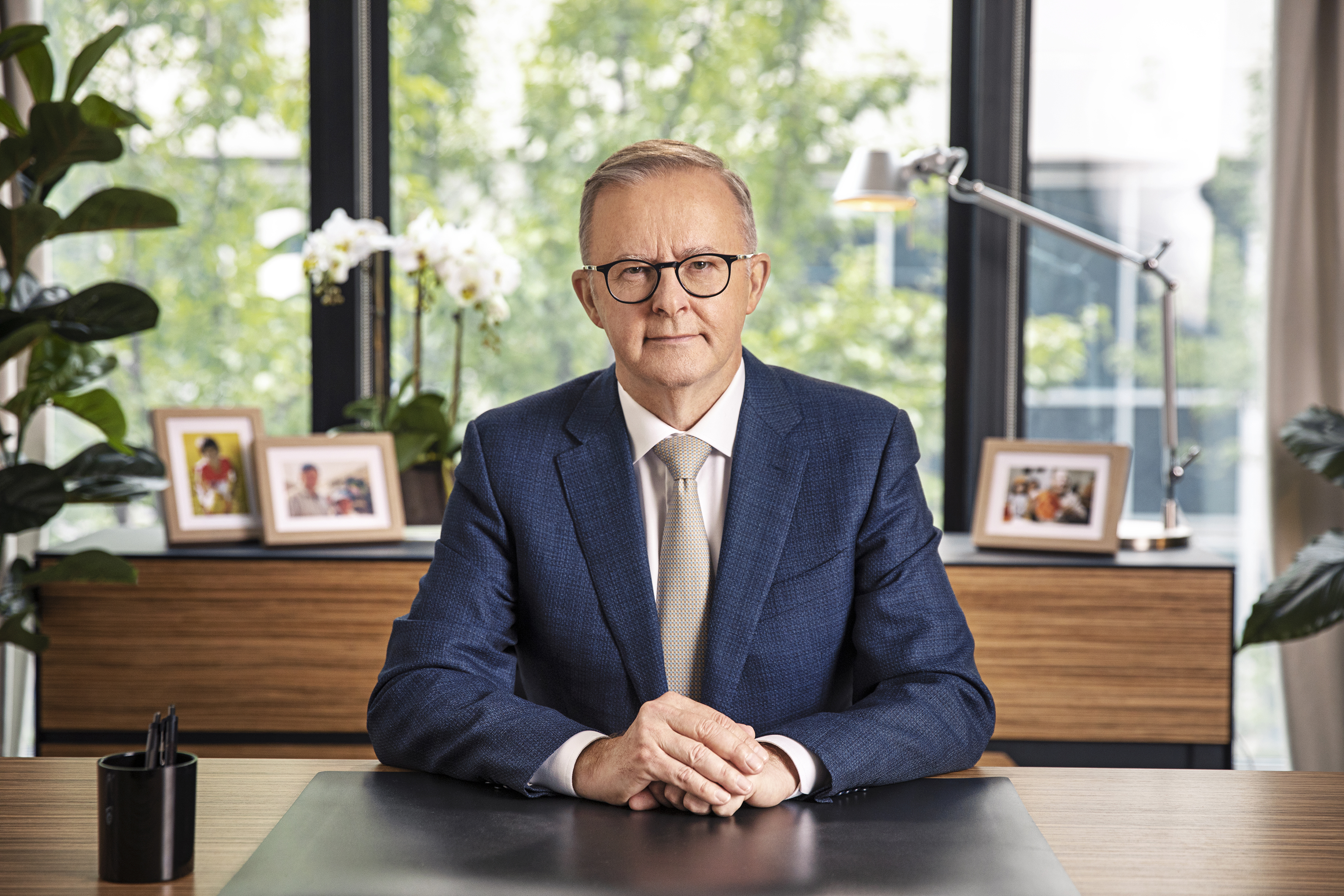
Anthony Albanese

- Canberra/Australien: Anthony Albanese tritt sein Amt als Premierminister an, zugleich werden die ersten Mitglieder der von ihm geleiteten Regierung ernannt.
- Hamburg/Deutschland: Der Hamburger SV unterliegt vor eigenem Publikum Hertha BSC im Relegationsspiel zur Fußball-Bundesliga und spielt damit auch in der Saison 2022/23 in der 2. Bundesliga.

### Dienstag, 24. Mai 2022

- Dresden/Deutschland: Dem 1. FC Kaiserslautern gelingt im Relegationsrückspiel bei Dynamo Dresden nach einem 2:0-Sieg die Rückkehr in die 2. Fußball-Bundesliga.
- London/Vereinigtes Königreich: Die Elizabeth Line geht in Betrieb.
- Stockholm/Schweden: Iggy Pop und das Ensemble intercontemporain werden mit dem Polar Music Prize ausgezeichnet.
- Uvalde/Vereinigte Staaten: Beim Amoklauf an der Robb Elementary School kommen 19 Kinder ums Leben.
- International: Die Xinjiang Police Files werden veröffentlicht.

### Mittwoch, 25. Mai 2022

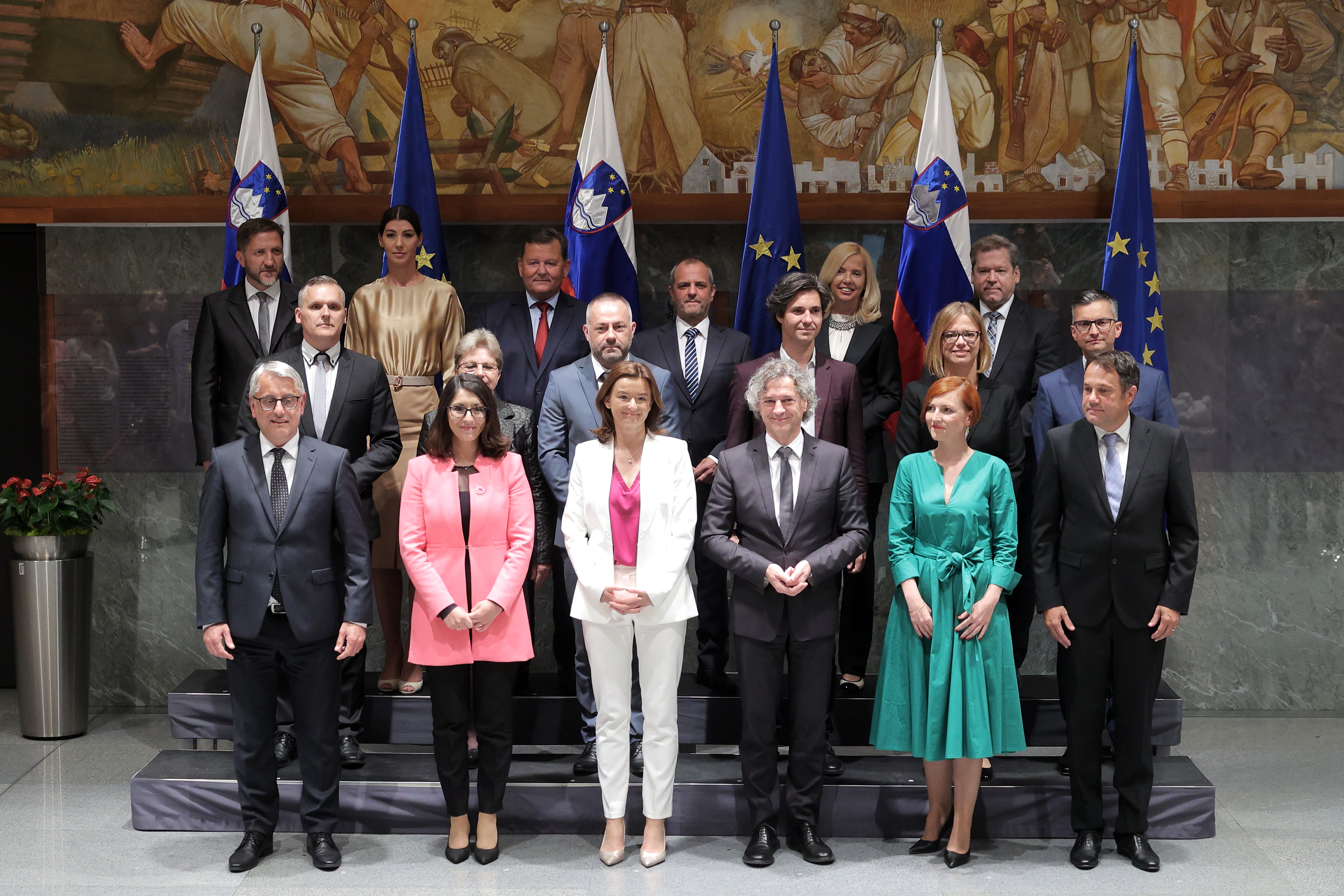
Die neue slowenische Regierung

- Ljubljana/Slowenien: Robert Golob wird zum Ministerpräsidenten gewählt, zugleich nimmt die neue Regierung ihre Amtsgeschäfte auf.
- Tirana/Albanien: Im Endspiel der UEFA Europa Conference League im Air Albania Stadium gewinnt AS Rom gegen Feyenoord Rotterdam mit 1:0.

### Donnerstag, 26. Mai 2022
- Aachen/Deutschland: Maryja Kalesnikawa, Weranika Zepkala und Swjatlana Zichanouskaja werden mit dem Karlspreis ausgezeichnet.
- Davos/Schweiz: Das 52. Jahrestreffen des Weltwirtschaftsforums geht zu Ende.

### Freitag, 27. Mai 2022

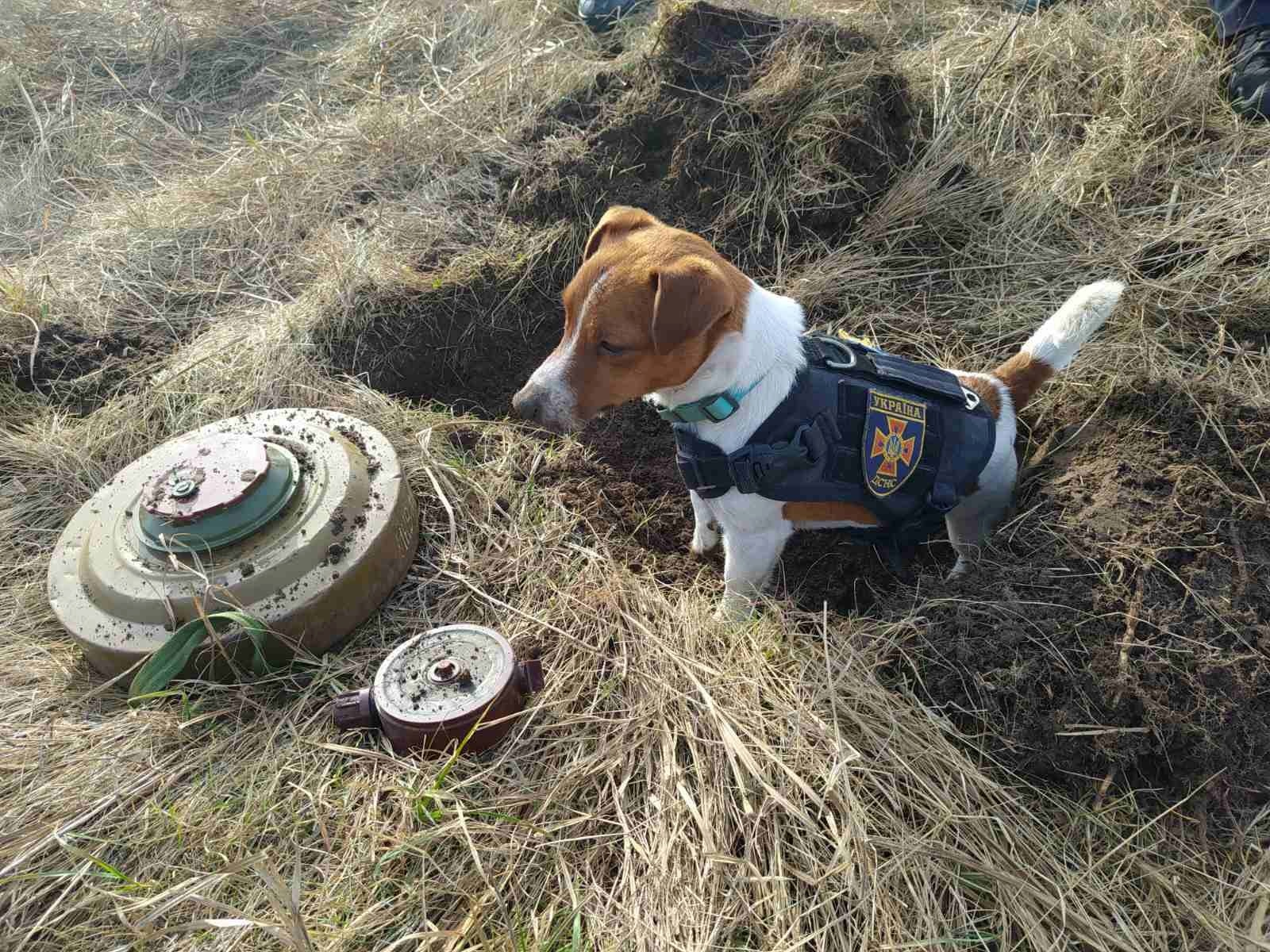
Minenspürhund Patron

- Cannes/Frankreich: Der Pudel Brit aus dem Film War Pony erhält den Palm Dog Award, mit einem Ehrenpreis wird der ukrainische Minenspürhund Patron ausgezeichnet.
- Kiew/Ukraine: Die Ukrainisch-Orthodoxe Kirche beschließt ihre Loslösung vom Moskauer Patriarchat.
- Parlamentarische Versammlung der NATO (bis 30. Mai 2022)[28][29]

### Samstag, 28. Mai 2022
- Eppelborn/Deutschland: Stephan Toscani wird als Nachfolger von Tobias Hans zum Vorsitzenden der CDU Saar gewählt.
- Köln/Deutschland: Im Finale des DFB-Pokals der Frauen besiegt im Rheinenergiestadion der VfL Wolfsburg den 1. FFC Turbine Potsdam mit 4:0.
- Paris/Frankreich: Im Endspiel der UEFA Champions League schlägt Rekordsieger Real Madrid den FC Liverpool mit 1:0.
- Cannes/Frankreich: Die 75. Internationalen Filmfestspiele gehen zu Ende, die Goldene Palme geht an Triangle of Sadness von Ruben Östlund.
- Wardow/Deutschland: Das Kuratorium Nationalerbe-Baum der DDG zeichnet die Polchower Linde zum Nationalerbe-Baum aus.[30]

### Sonntag, 29. Mai 2022

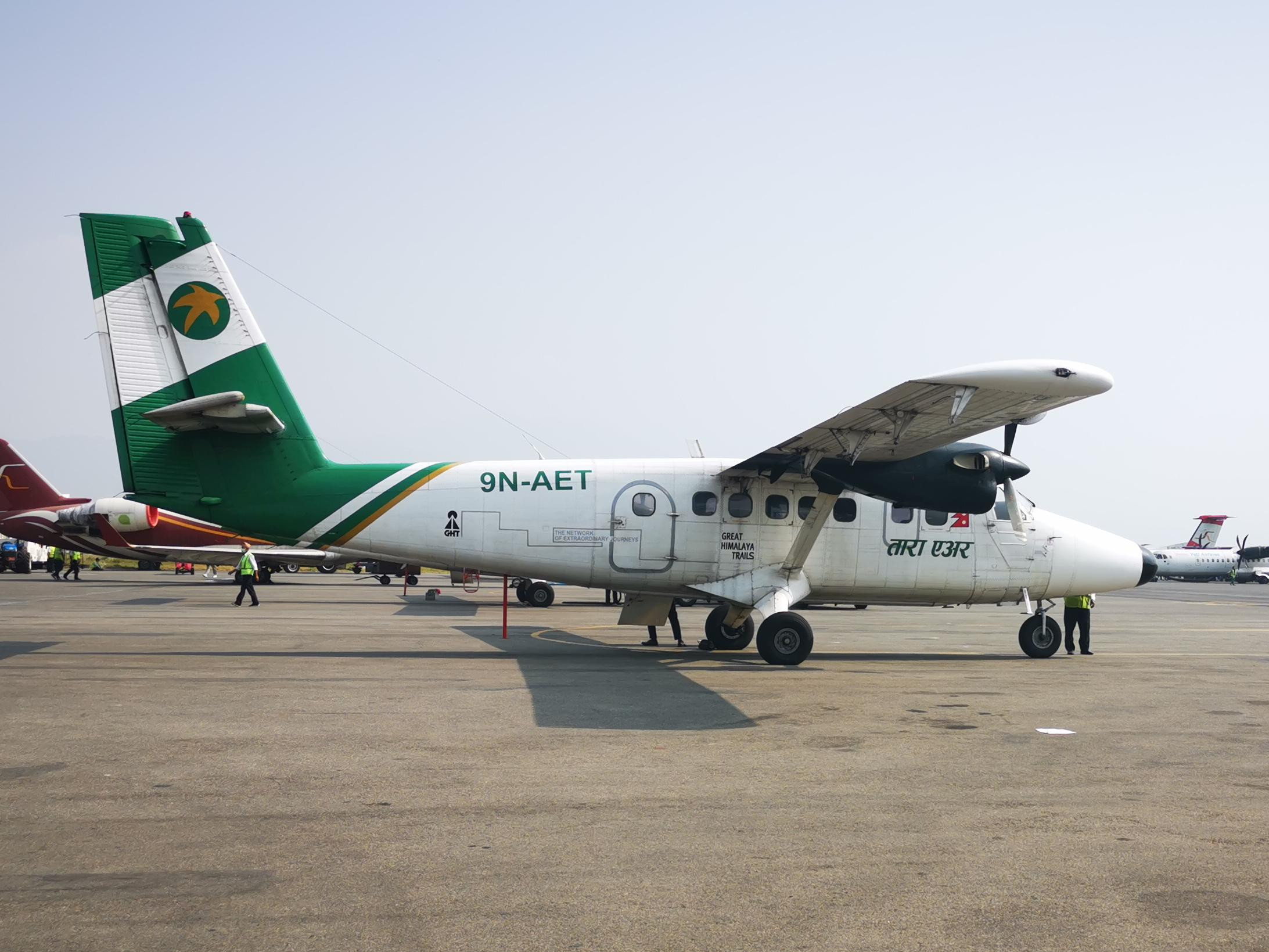
Die in Nepal abgestürzte Twin Otter

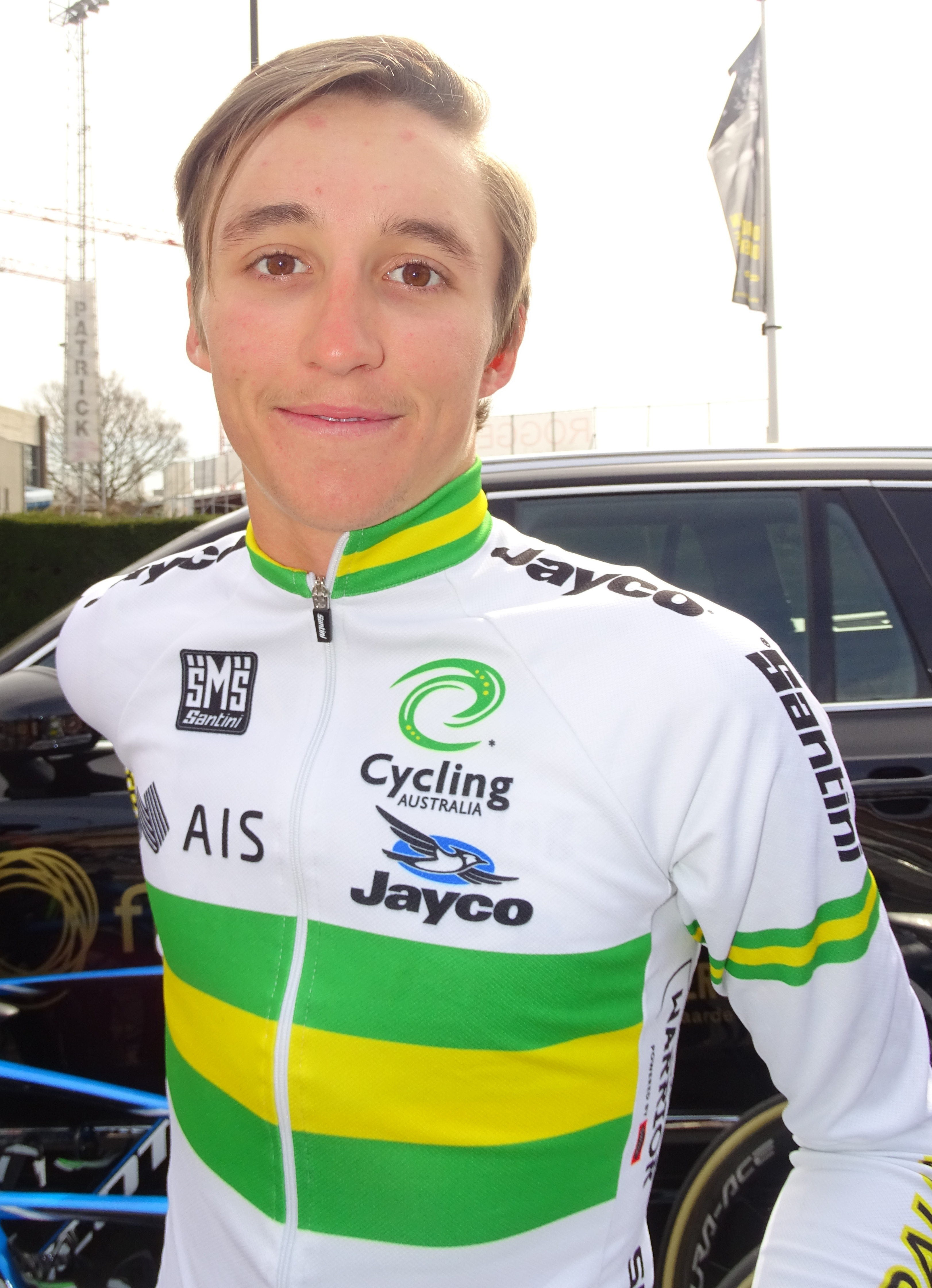
Jai Hindley

- Stuttgart/Deutschland: Der 102. Deutscher Katholikentag endet.
- Kolumbien: In der ersten Runde der Präsidentschaftswahl erhält der linksgerichtete Gustavo Petro die meisten Stimmen.
- Liptovský Mikuláš/Slowakei: Letzter Tag der Kanuslalom-EM
- Lissabon/Portugal: Im Endspiel der EHF European League schlägt Benfica Lissabon den SC Magdeburg.
- Mustang/Nepal: Beim Absturz einer Twin Otter auf ihrem Flug von Pokhara nach Jomsom kommen alle 22 Personen an Bord ums Leben.
- Tampere/Finnland: Im Endspiel der Eishockey-WM in der Nokia-areena schlägt das Team aus Finnland die Mannschaft aus Kanada.
- Verona/Italien: Der Australier Jai Hindley vom Team Bora-hansgrohe gewinnt den 105. Giro d’Italia, die Mannschaftswertung geht an das Team Bahrain Victorious.

### Montag, 30. Mai 2022
- Berlin/Deutschland: Im Maxim-Gorki-Theater wird der Äthiopische Menschenrechtsrat mit dem Amnesty International Menschenrechtspreis ausgezeichnet.
- Bern/Schweiz: Beginn der Sommersession der Eidgenössischen Räte (bis 17. Juni 2022).[31]
- Jerewan/Armenien: Die Boxeuropameisterschaften gehen zu Ende.

### Dienstag, 31. Mai 2022
- Rotterdam/Niederlande: Manfred Weber (CSU) wird als Nachfolger von Donald Tusk zum Vorsitzenden der Europäischen Volkspartei gewählt.
- Wiesbaden/Deutschland: Der hessische Ministerpräsident Volker Bouffier legt sein Amt nieder, zum Nachfolger wird der bisherige Landtagspräsident Boris Rhein gewählt. Neue Landtagspräsidentin wird Astrid Wallmann.

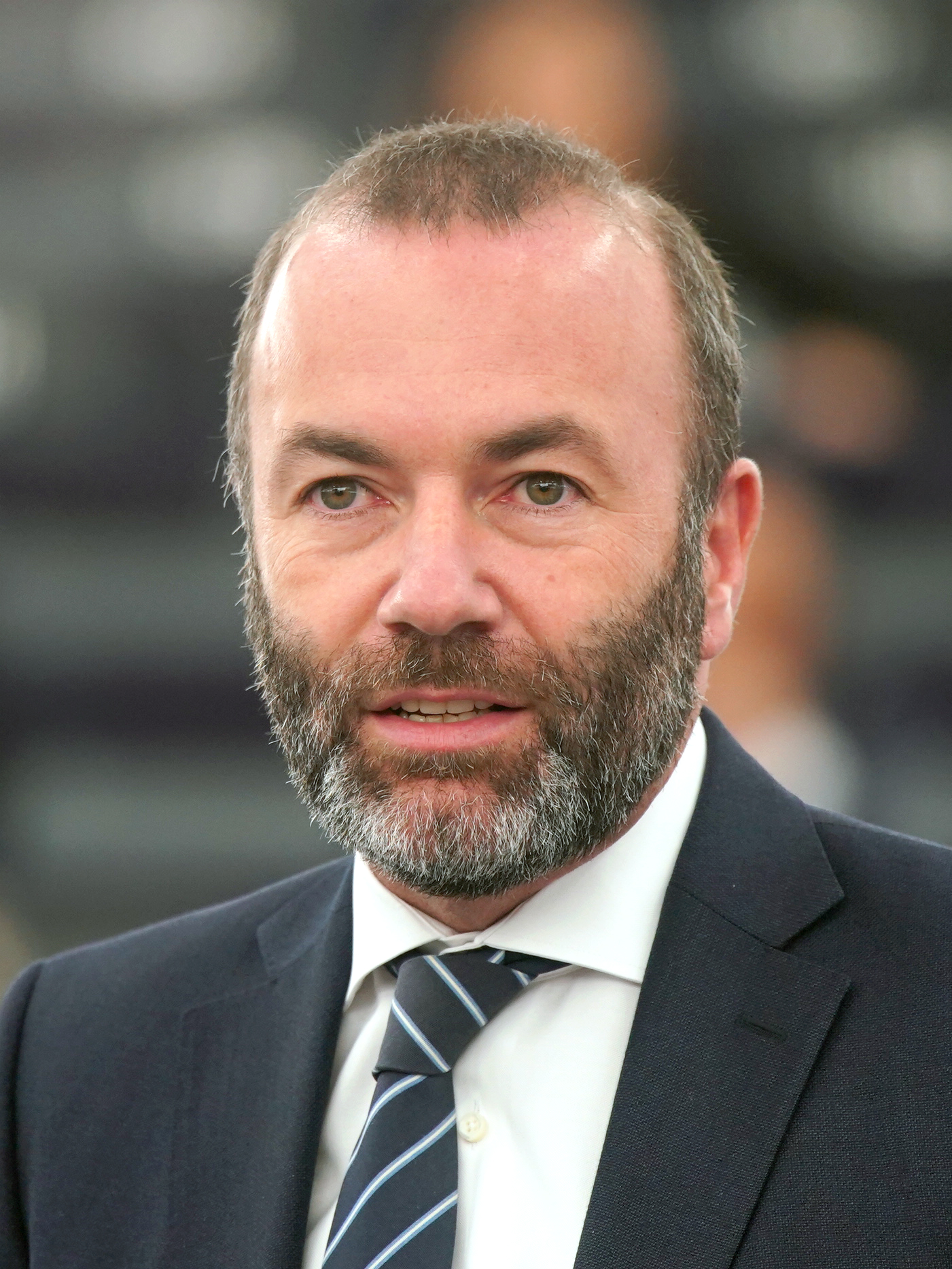
Manfred Weber
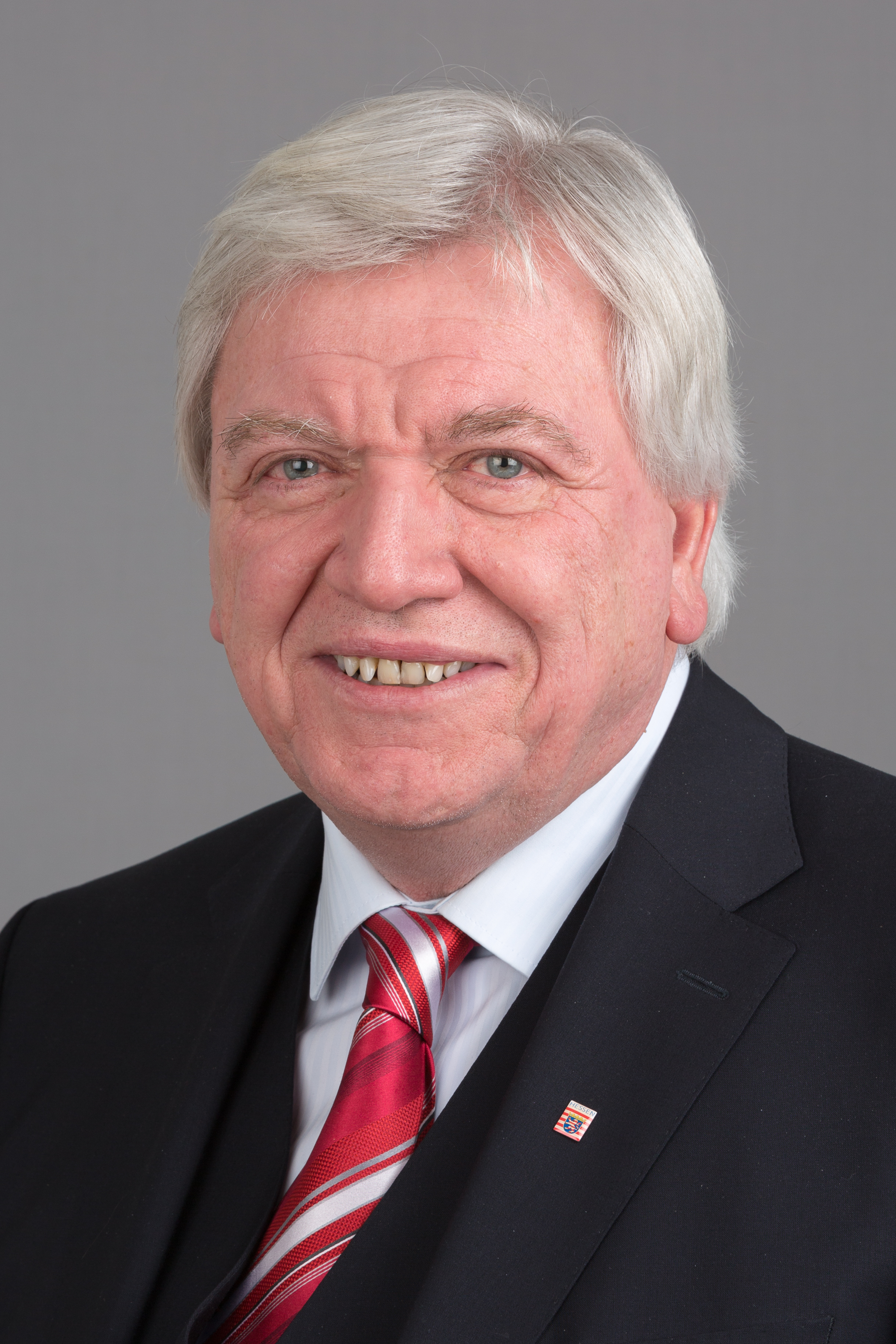
Volker Bouffier
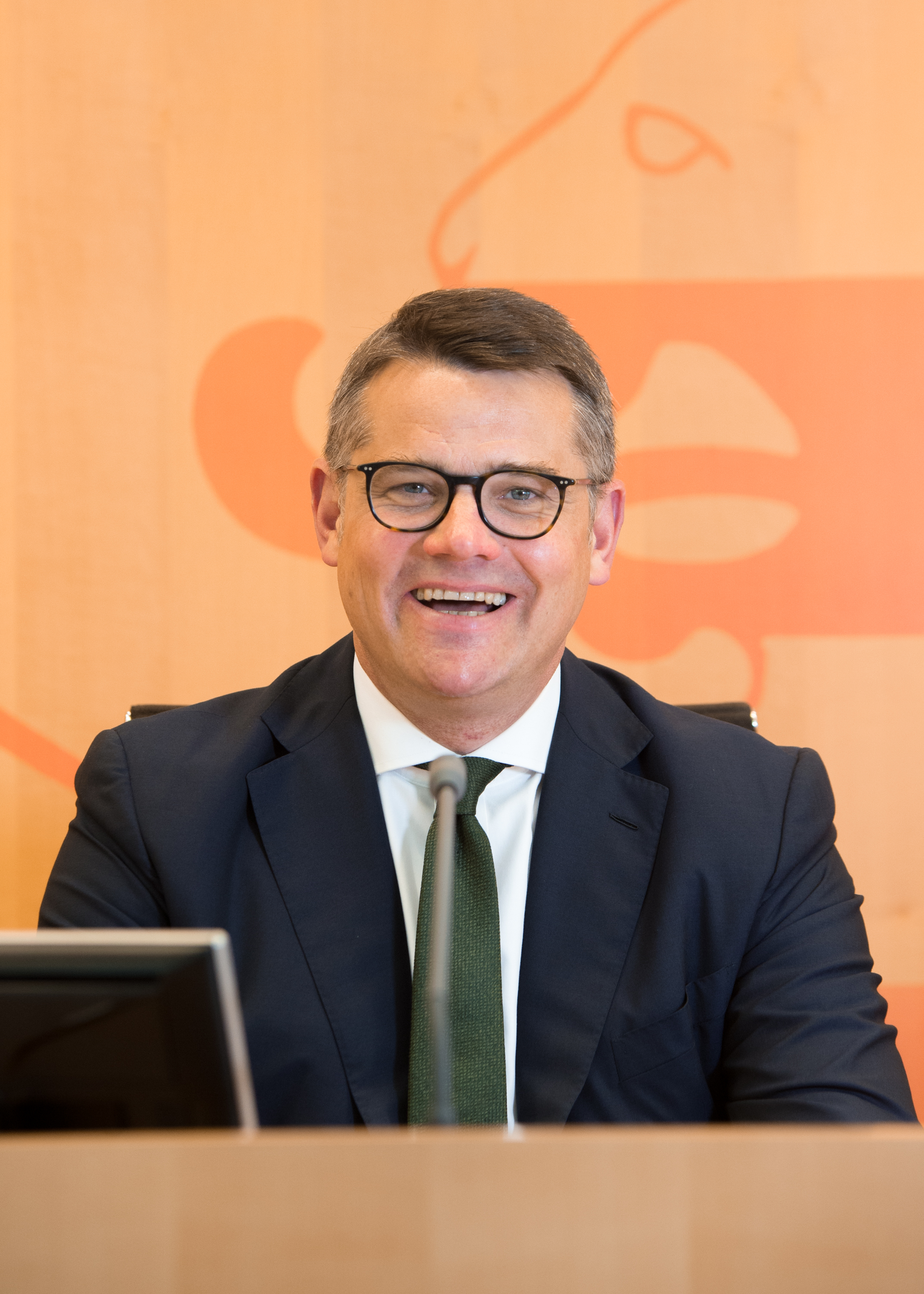
Boris Rhein
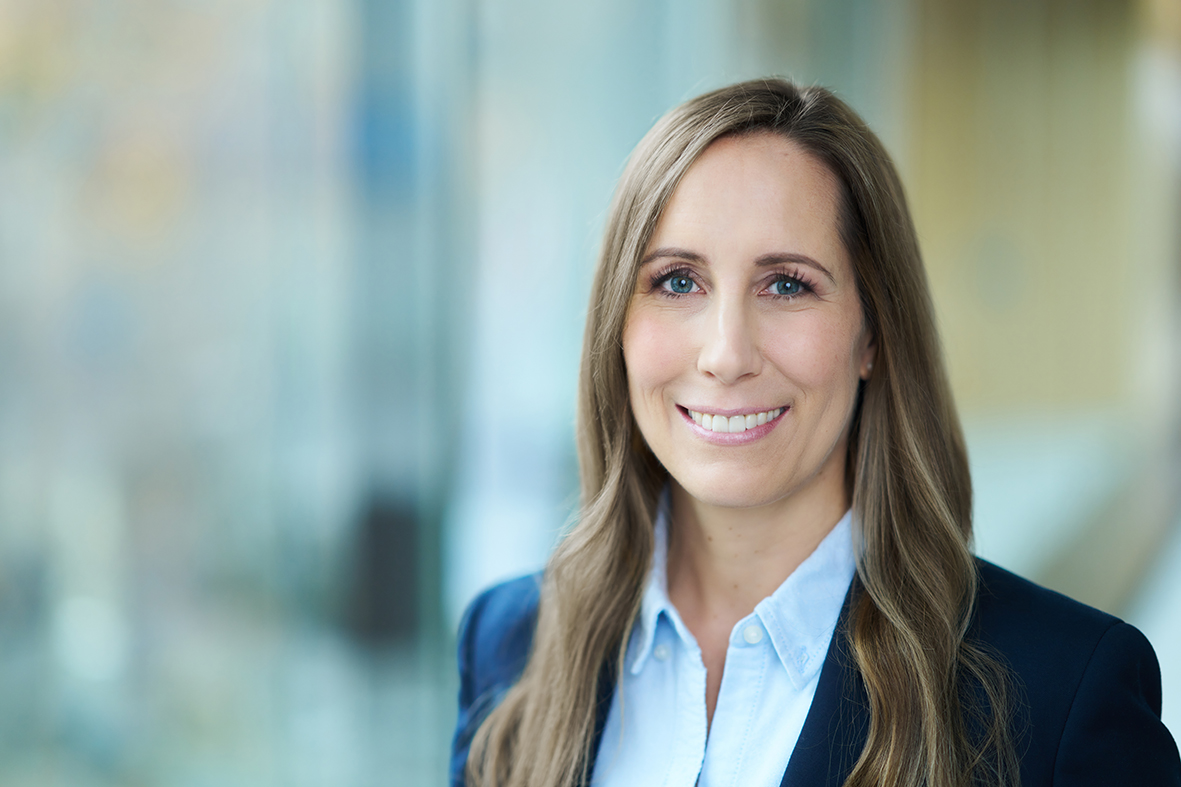
Astrid Wallmann